# 业余化学
业余化学或家庭化学是对化学的一种私人爱好。业余化学通常是用任何可在家中使用的化学物质完成的。它不应与秘密化学混淆，秘密化学涉及非法生产管制药物[a]。著名的业余化学家包括奥利佛·萨克斯和爱德华·埃尔加爵士。

## 历史

### 起源
业余化学与常规化学有着共同的早期历史。罗伯特·波义耳和安托万·拉瓦锡等现代化学的先驱都是绅士科学家，他们独立于其收入来源而从事研究。只有随着工业时代的到来，以及大学作为研究机构的兴起，业余爱好者和专业人士之间的任何重大区别才出现。尽管如此，业余运动一直持续到19世纪。例如，在1886年，查尔斯·马丁·霍尔发明了霍尔－埃鲁法，用于在其家庭住宅后面的木棚中用其氧化物来提取铝。一般而言，业余化学的历史与化学的历史息息相关。化学史代表着从古代到现在的时间跨度。到公元前1000年，文明所使用的技术最终将成为化学各个分支的基础。这些过程包括从矿石中提取金属，制造陶器和釉料、发酵啤酒和葡萄酒、从植物中提取化学药品和香料、将脂肪变成肥皂、制造玻璃以及制造诸如青铜的合金。

### 化学作为爱好
在整个20世纪的大部分时间里，业余化学都是一种无与伦比的业余爱好，高品质的化学实验箱一应俱全，实验室供应商可以自由地向业余爱好者出售产品。例如，莱纳斯·鲍林在11岁时就没有困难地购买氰化钾。但是，由于对恐怖主义、毒品和安全的日益关注，供应商变得越来越不愿意向业余爱好者出售产品，并且化学制品的销售量也在稳步下降。这种趋势已持续增长，使世界许多地方的业余爱好者无法获得大多数试剂。 

## 著名的业余化学家
- 互联网先驱文頓·瑟夫、Intel联合创始人高登·摩爾和惠普联合创始人大衛·普克德都曾做过业余化学。[1]
- 英国神经学家奧利佛·薩克斯 是年轻时热衷于业余化学，他的回忆录《钨丝舅舅》对此进行了描述。[2]
- 诺贝尔奖获奖化学家萊納斯·鮑林在他的青年实施过业余化学。[9]
- 沃尔夫勒姆研究公司联合创始人西奥多·格雷是一位热衷于业余化学家和元素收藏的人。[10] 他的成绩（木制的元素周期表形状的桌子，其格子内有每个元素的实物）为他赢得了2002年搞笑诺贝尔奖的化学奖，[11] 他认为这是莫大的荣誉。[12]  他为《大众科学》杂志写专栏，介绍他的家庭实验。[13]
- 业余火箭手（英语：Amateur rocketry）（后来是NASA工程师）荷默·希坎姆, 和他的火箭男孩（英语：Rocket Boys），一起尝试了一系列自制火箭推进剂。其中包括用硝酸钾和糖制成的“火箭糖果”，以及用锌、硫与私酿酒精结合制成的“锌粉”。 [14]
- 作曲家爱德华·埃尔加爵士在他的后花园里建立的实验室里练习业余化学。[3]《王国》前奏的原始手稿上沾有化学物质。[15]
- 罗伯特·波义耳今天被广泛认为是第一位现代化学家，因此是现代化学的奠基人之一，也是现代实验科学方法的开拓者之一。

## 限制
尽管业余爱好在大多数司法管辖区可能是合法的，[b]但业余化学家与执法机构之间的关系常常令人担忧。业余爱好者经常受到旨在打击毒品和恐怖主义的法律的影响。此外，许多化学品供应商拒绝出售给业余爱好者，有时会公开声明此类政策。

### 加拿大
在加拿大，各种基本的实验室试剂（例如硝酸和过氧化氢）都被限制为“爆炸物前体”。

### 欧盟
爆炸物前体：第98/2013号欧盟法规
法规（EC）1907/2006
法规（EU）2019/1148
毒品前体：法规273/2004
法规（EC）111/2005

#### 德国
尽管没有携带非法化学品，德国业余化学家仍遭到警察的搜查。

### 英国
在英国，未经有效的EPP许可证购买和销售某些类型的毒气或爆炸物前体，而普通大众购买或进行商业销售，则构成犯罪。 自2015年5月26日起，此清单中的物质采购受到限制，自2016年3月3日起，其拥有也受到限制。自2018年7月1日起，公众购买重量浓度超过15％的硫酸也需要EPP许可证，这对铅酸电池销售商产生了影响。
该国有关受限化学物质的一些法规包括1972年的《毒药法》（已由2015年的放松管制法修订）以及2015年的《毒药和炸药前体管制条例》

### 美国
在美国，某些地区对化学品和设备的所有权有严格的规定。例如，得克萨斯州曾经要求注册最基本的实验室玻璃器皿。 但是，此要求已于2019年6月6日废除。
美国核，一个基于业余科学的供应商在新墨西哥州于2003年6月在美国的授意下被美国消费者产品安全委员会搜查， 随后因“销售非法烟花组件”被罚款7500美元。
2008年，已退休的化学家维克多·迪布的家庭实验室遭到了搜查并拆除
美国禁毒署保留有关非法药物分类的清单，这些清单包含用于制造管制药物/非法药物的化学物质。这些清单是在《受控物质法》美國法典第21编 § 第802節，第34段（清单I）和35段（清单II）

## 进一步阅读
- Illustrated Guide to Home Chemistry Experiments; 1st Ed; Robert Thompson; 432 pages; 2008; ISBN 978-0596514921.
- Chemistry in the Home; 1st Ed; Henry Weed; 385 pages; 1915.